# Северно-Бачский округ
Северно-Бачский округ (серб. Севернобачки управни округ, венг. Észak-bácskai körzet) — округ на севере Сербии, в Воеводине, на границе с Венгрией. Административный центр — город Суботица.

## Общины
Севернобачский округ включает 3 общины, которые объединяют 45 населённых пункта.
| № | Община       | Площадь, км² | Число населённых пунктов | Численность населения, чел. (2007) | Плотность населения, чел./км² |
| - | ------------ | ------------ | ------------------------ | ---------------------------------- | ----------------------------- |
| 1 | Бачка-Топола | 596          | 23                       | 36 051                             | 60                            |
| 2 | Мали-Иджош   | 181          | 3                        | 12 770                             | 71                            |
| 3 | Суботица     | 1007         | 19                       | 145 752                            | 145                           |
|   | ВСЕГО        | 1784         | 45                       | 194 573                            | 109                           |

## Население

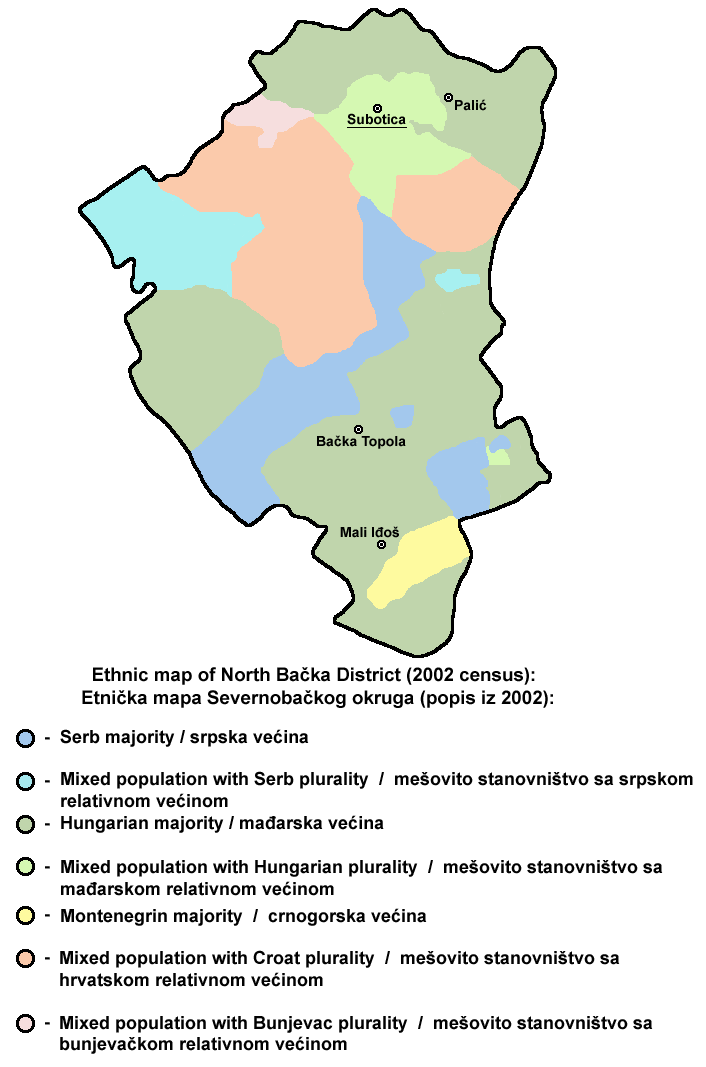
Этническая карта округа

На территории округа проживает 186 906 человек (2011 год)
Крупнейшие этнические группы, по переписи 2011 года:
- венгры — 76 262 чел. (40,80 %);
- сербы — 50 472 чел. (27,00 %);
- хорваты — 14 536 чел. (7,78 %);
- буневцы — 13 772 чел. (7,37 %);
- черногорцы — 3654 чел. (1,95 %);
- югославы — 3426 чел. (1,83 %);
- цыгане — 3342 чел. (1,79 %).